# 哈里斯大纸莎草

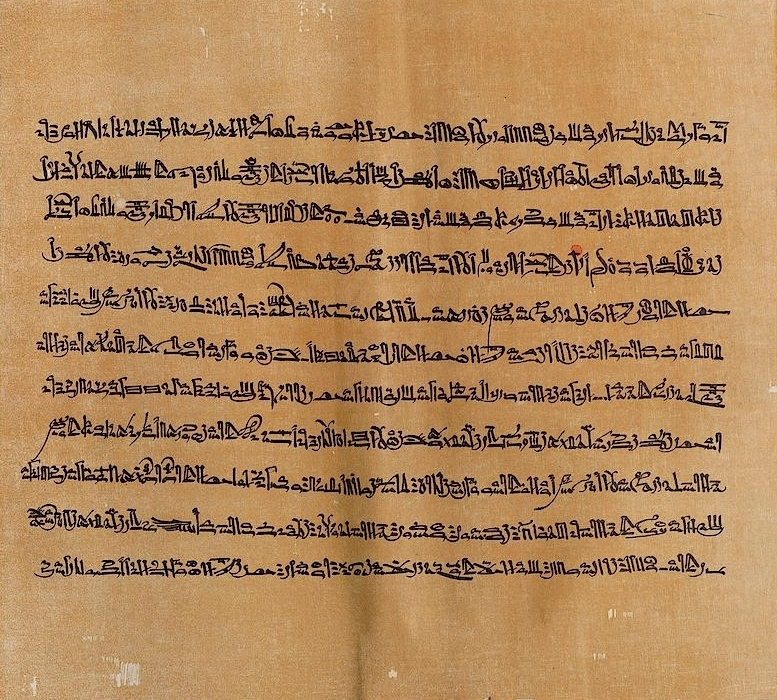
哈里斯大纸莎草

哈里斯大纸莎草（Papyrus Harris I或Great Harris Papyrus）是在传世的古埃及纸莎草纸文献中最長者，全長41米，約有1500行文字。

## 簡介
底比斯近郊墓中出土的哈里斯大纸莎草纸，包括79大張連成一纸卷，是迄今发现的最长的抄本。1855年由英國人Anthony Charles Harris購得，1872年成為大英博物館的藏品。哈里斯大纸莎草記載了對神廟的奉獻，以及法老拉美西斯三世整個在位時期的簡要記錄。